# Michael Mohapp
Michael A. Mohapp (* 4. März 1958; † 7. März 2015) war ein österreichischer Schauspieler und Kabarettist.

## Leben
Nach einem Besuch des Jesuitenkollegiums Kalksburg erhielt Michael Mohapp von 1976 bis 1983 Schauspielunterricht bei Herwig Seeböck, Lee Strasberg, Gerti Tenger-Wachsmuth und Oskar Willner. Außerdem lernte er von 1978 bis 1983 die Regiearbeit unter anderem bei Kurt Sobotka, Axel Corti, Harald Kopp, Peter Dörre, Oscar Willner, Claus-Dieter Wielke und Werner Wöss kennen.
Von 1979 bis 1981 sammelte er erste Kabaretterfahrung in Gerhard Bronners Cabaret Fledermaus, ab 1982 war er mit eigenen Programmen und Soloauftritten unterwegs. Von 1987 bis 1990 und von 1993 bis 1998 stand er auf der Bühne des Wiener Kabarett Simpl, 1991 bis 1993 war er im Kabarett-Programm Graumann’s Night Mehr zu sehen.
Als Regisseur zeichnete er ab 1980 für mehr als 70 Inszenierungen verantwortlich. Von 1983 bis 1994 war er Intendant des Wiener Graumann-Theaters, von 2004 bis 2011 war er Intendant der Sommerspiele Stift Altenburg. Mohapp war auch als Sprecher für Werbung, Film und Fernsehen sowie Hörbücher tätig, unter anderem lieh er dem Kasperl seine Stimme. 2005 war er im Rateteam der Comedy-Quizshow Absolut genial auf ATV zu sehen.
Von 1988 bis 1994 war er Leiter der Theaterschule GAMES (Graumann Acting Musical Entertainment Studio). Ab 2005 hatte er einen Lehrauftrag für Repertoire und Rollengestaltung sowie Musikdramatische Grundausbildung an der Universität für Musik und darstellende Kunst Wien am Institut für Gesang und Musiktheater. Zu seinen Schauspielschülern zählten unter anderem Michael Niavarani, Viktor Gernot, Sigrid Hauser, Nadja Maleh, Rupert Henning, Helmuth Vavra, Christoph Wagner-Trenkwitz, Reinhold G. Moritz, Nicolaus Hagg, Arthur Klemt, Valerie Bolzano, Laura Schneiderhan, Leopold Selinger und Markus Siebert.
Er starb am 7. März 2015 im Alter von 57 Jahren.

## Filmografie (Auswahl)
- 1989: Arielle, die Meerjungfrau (Synchronisation)
- 1991: Die Strauß-Dynastie
- 1994: Also schlafwandle ich am hellichten Tage
- 1994: Eine Dicke mit Taille
- 1994: Höhenangst
- 1995: Lieben wie gedruckt – Willkommen in Graz
- 1999: Geliebte Gegner
- 2000: Die Ehre der Strizzis
- 2002: Festspiele im Mustergau (ORF-Doku, Regie: Andreas Novak)
- 2003: Julia – Eine ungewöhnliche Frau – Schotter